# Luis Cabrera Ferrada
Luis Cabrera Ferrada (Curicó 21 juni 1888 - Santiago 10 september 1972) was een Chileens politicus. Hij behoorde aanvankelijk tot de Partido Conservador (Conservatieve Partij) maar was later een van de oprichters van de Partido Nacional Cristiano (Nationaal Christelijke Partij).

## Biografie
Hij bezocht het seminarie van Talca en studeerde daarna rechten aan de Katholieke Universiteit van Chili en de Universiteit van Chili. Na zij promotie was hij werkzaam in de agrarische sector. Hij was onder meer eigenaar van twee boerderijen.
Cabrera sloot zich aan bij de Partido Conservador (PCon) en vertegenwoordigde die partij in de Kamer van Afgevaardigden (1926-1932; 1937-1949). Als parlementariër hield hij zich voornamelijk bezig met landbouwaangelegenheden.
Hij verliet in 1952 de PCon en was een van de oprichters van de Partido Nacional Cristiano (PNC). De PNC besloot, anders dan de PCon, om de kandidatuur van Carlos Ibáñez del Campo voor het presidentschap te ondersteunen.
Cabrera was van 1952 tot 1954 de eerste voorzitter van de PNC; daarna was hij tot de opheffing van de partij in 1958 vicevoorzitter. Nadien sloot hij zich aan bij de Partido Conservador Social Cristiano (Sociaal-Christelijke Conservatieve Partij) en was een tijdlang voorzitter van die partij en lid van haar hoofdbestuur.
Hij overleed in 1972.